# Fritjof Capra
Fritjof Capra [kápra] , avstrijsko- ameriški fizik in filozof, * 1. februar 1939, Dunaj.
Na Dunaju rojeni ameriški fizik se poleg del s področja fizike delcev in visokih energij že dolga leta intenzivno ukvarja s filozofskimi in družbenimi posledicami sodobnega naravoslovja, tako fizike kakor tudi teorije sistemov in ekologije.

## Izbrana bibliografija
- Tao fizike (The  Tao of Physik, 1973) (COBISS)
- Preobrat (The Turning Point, 1983) (COBISS)
- Nova fizika (COBISS)